# بيل نوت
بيل نوت (بالإنجليزية: Bill Knott)‏ هو شاعر أمريكي، ولد في 17 فبراير 1940 في كارسون سيتي في الولايات المتحدة، وتوفي في 12 مارس 2014.